# Consistoire Algier

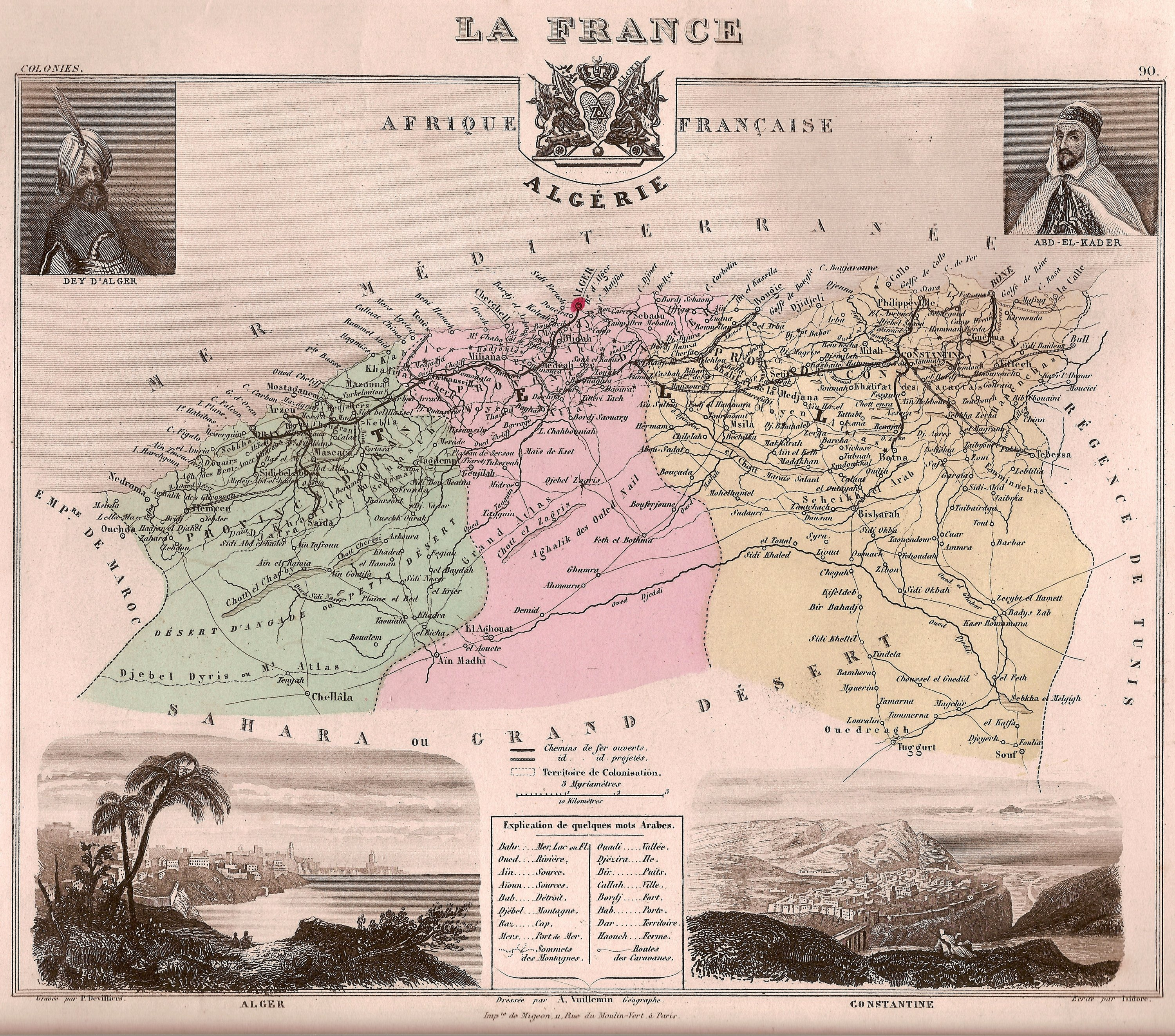
Das französische Algerien, gemalt von Alexandre Vuillemin, 1877

Das Consistoire Algier, mit Sitz in der algerischen Stadt Algier, war eine halbstaatliche Einrichtung zur Organisation der jüdischen Religion im französisch beherrschten Algerien. Es wurde 1845 als übergeordnetes Konsistorium (Consistoire central algérien) für das Kolonialgebiet Algerien geschaffen, um das Judentum wie bereits seit 1808 auf dem französischen Festland (siehe Consistoire central israélite) zu organisieren.

## Geschichte
Dem Consistoire central algérien unterstanden die gleichzeitig geschaffenen regionalen Konsistorien in Constantine und Oran. Im Jahr 1867 wurden die drei algerischen Konsistorien dem französischen Mutterland angeschlossen, d. h. wie alle regionalen Konsistorien dem Consistoire central israélite unterstellt. Seitdem spricht man nicht mehr von Consistoire central algérien, sondern nur noch vom Consistoire Algier. 

## Aufgaben
Die Konsistorien, die einen halbstaatlichen Status erhielten, sollten nach protestantischem Vorbild die inneren Angelegenheiten der jüdischen Glaubensgemeinschaft regeln. Das Konsistorium hatte den Kultus zu verwalten, die Juden zur Ausübung nützlicher Berufe anzuhalten und den Behörden die jüdischen Rekruten zu benennen.
In der dreigliedrigen hierarchischen Struktur stand oben das Consistoire central israélite (Zentrale Konsistorium) in Paris, dem die regionalen Konsistorien (Consistoires régionaux) unterstanden, und diesen waren die einzelnen jüdischen Gemeinden (communautés juives) untergeordnet. Die Konsistorien hatten die Aufgabe, die Religionsausübung innerhalb der staatlichen Gesetze zu überwachen und die Steuern festzulegen und einzuziehen, damit die Organe der jüdischen Konfession ihre Ausgaben bestreiten konnten.
Mit dem 1905 in Kraft getretenen Gesetz zur Trennung von Kirche und Staat endete die Zeit der Konsistorien. Die jüdischen Gemeinden mussten sich nun als Vereinigungen (associations) konstituieren und ohne staatliche Zuwendungen auskommen.

## Mitglieder
Jedes regionale Konsistorium besaß einen Großrabbiner und vier Laienmitglieder, die von den jüdischen Notabeln der angeschlossenen Gemeinden gewählt wurden.

## Jüdische Gemeinden
Zunächst gehörte zum Consistoire Algier nur die Jüdische Gemeinde Algier, die im Jahr 1855 ungefähr 7.000 Mitglieder hatte. 1875 waren es bereits 14.000 Personen in den folgenden jüdischen Gemeinden:
- Jüdische Gemeinde Algier
- Jüdische Gemeinde Aumale (heute Sour El-Ghozlane)
- Jüdische Gemeinde Blida
- Jüdische Gemeinde Boghari (heute Ksar el-Boukhari)
- Jüdische Gemeinde Boufarik
- Jüdische Gemeinde Bou-Saâda
- Jüdische Gemeinde Koléah
- Jüdische Gemeinde Dellys
- Jüdische Gemeinde Laghouat
- Jüdische Gemeinde Medea
- Jüdische Gemeinde Milianah
- Jüdische Gemeinde Orléansville (heute Ech Cheliff)
- Jüdische Gemeinde Ténès
- Jüdische Gemeinde Teniet-el-Had